# Sin Sin Sin
Sin Sin Sin è una canzone del cantante inglese Robbie Williams, terzo singolo estratto dal sesto album Intensive Care, del 2005.
Malgrado il successo nelle radio, ha raggiunto soltanto il 22º posto nella classifica dei singoli, piazzamento più basso nella storia della carriera da solista del cantante e che lo rende il primo singolo di Williams a non entrare nella top 20 della classifica del Regno Unito.
Il video della canzone è stato girato a Città del Capo, in Sudafrica, dal regista Vaughan Arnell.

## Tracce
International 2-Track CD Single
1. "Sin Sin Sin" - 4:05
2. "Our Love" - 4:12

UK CD Maxi
1. "Sin Sin Sin" - 4:04
2. "Our Love" - 4:12
3. "Sin Sin Sin" [Chris Coco's On Tour Mix] - 6:00
4. "Sin Sin Sin" U-Myx Software & Photo Gallery

UK DVD
1. "Sin Sin Sin" Music Video
2. "Sin Sin Sin" Behind Scenes of the Video & Photo Gallery
3. "Our Love" Audio
4. "Sin Sin Sin" [Chris Coco's On Tour Mix] Audio

UK 7"
1. "Sin Sin Sin" - 4:04
2. "Our Love" - 4:12

## Classifiche
| Classifica (2006) | Posizione massima |
| ----------------- | ----------------- |
| Australia         | 26                |
| Austria           | 15                |
| Belgio (Fiandre)  | 25                |
| Belgio (Vallonia) | 22                |
| Danimarca         | 14                |
| Francia           | 46                |
| Germania          | 18                |
| Irlanda           | 23                |
| Italia            | 9                 |
| Paesi Bassi       | 13                |
| Regno Unito       | 22                |
| Svezia            | 45                |
| Svizzera          | 16                |